# Saint-Michel-de-Saint-Geoirs
Saint-Michel-de-Saint-Geoirs ist eine französische Gemeinde mit 290 Einwohnern (Stand: 1. Januar 2022) im Département Isère in der Region Auvergne-Rhône-Alpes; sie gehört zum Arrondissement Vienne und zum Kanton Bièvre. 

## Geografie
Die Gemeinde Saint-Michel-de-Saint-Geoirs liegt im Bergland zwischen dem Plateau de Bièvre im Norden und dem Flusstal der Isère, die hier das Vercors-Massiv im Westen begrenzt, etwa 31 Kilometer nordwestlich von Grenoble. Umgeben wird Saint-Michel-de-Saint-Geoirs von den Nachbargemeinden Saint-Geoirs im Norden und Osten, Quincieu im Südosten, Serre-Nerpol im Süden sowie Brion im Westen.

## Bevölkerungsentwicklung
| Jahr                       | 1962 | 1968 | 1975 | 1982 | 1990 | 1999 | 2006 | 2014 | 2021 |
| -------------------------- | ---- | ---- | ---- | ---- | ---- | ---- | ---- | ---- | ---- |
| Einwohner                  | 237  | 224  | 203  | 237  | 222  | 247  | 322  | 308  | 293  |
| Quellen: Cassini und INSEE |      |      |      |      |      |      |      |      |      |

## Sehenswürdigkeiten

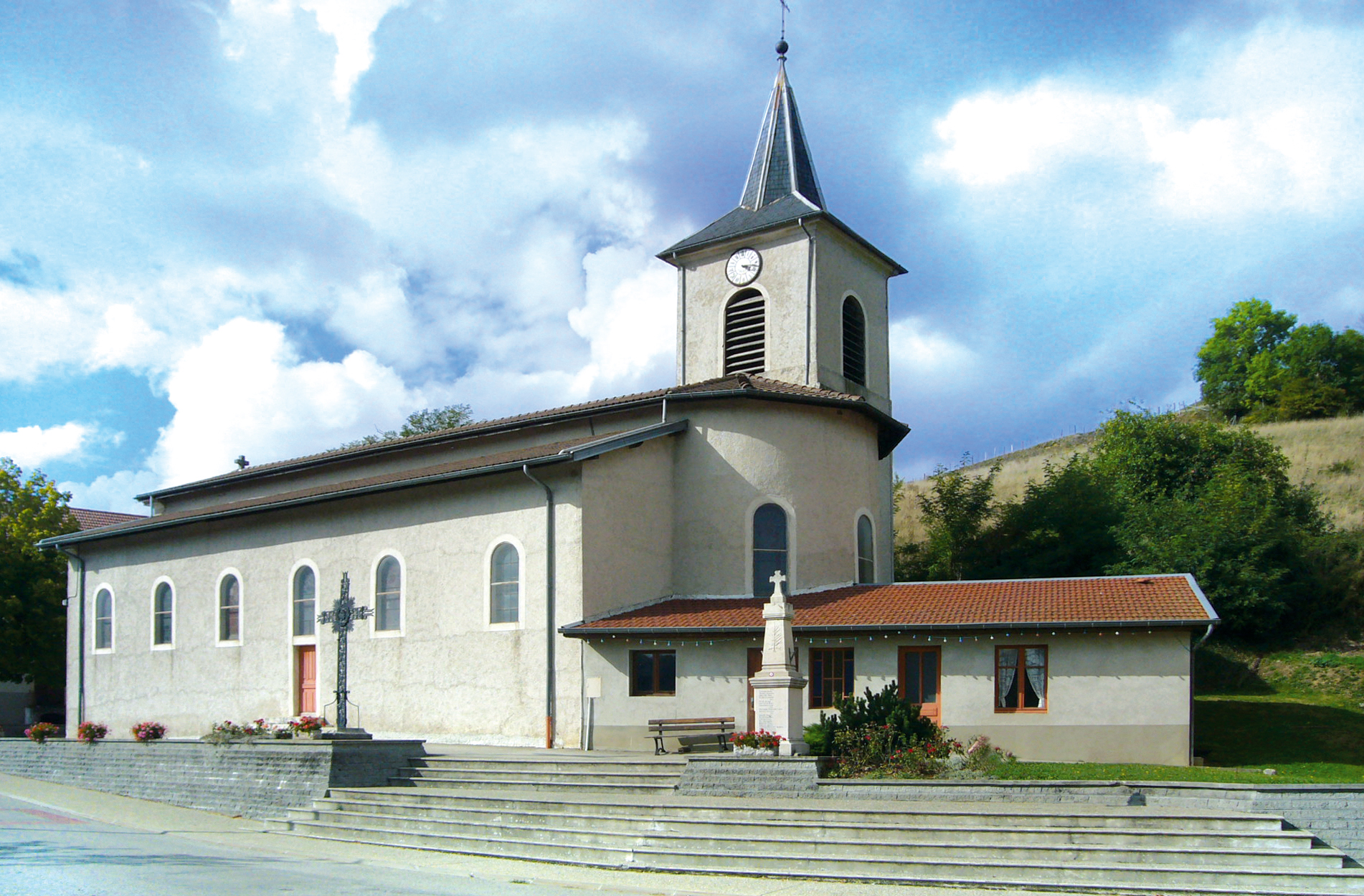
Kirche Saint-Michel

- Kirche Saint-Michel

## Persönlichkeiten
- Célestin-Henri Joussard (1851–1932), Ordensgeistlicher und römisch-katholischer Koadjutorvikar